# Libra peruana
La Libra peruana fue la moneda de oro emitida por Perú con un peso de 7,9881 gramos entre los años 1898 y 1930 para circulación interna. Era equivalente a 10 veces un sol de plata y también fue emitida en forma de billetes, circulando la moneda de oro de manera paralela a las monedas de plata.  
Las primeras libras peruanas de oro fueron acuñadas en 1895 por orden del gobierno de Nicolás de Piérola, conforme al mismo estándar observado para los Soberanos de Oro emitidos por  Gran Bretaña: 113 granos de oro puro, con un peso de 7.9881 gramos, y con un contenido de oro fino de 91.70% del metal (aproximadamente 22 quilates). 
En 1901 Perú adoptó el patrón oro fijando oficialmente la libra peruana como el equivalente a 10 soles de plata, haciendo circular en el mercado interno a las monedas de oro y difundiéndolas también como medio de pago para el comercio internacional. El gobierno peruano trataba de mantenerlas a un mismo nivel que el Soberano de Oro, enlazando la cotización de la moneda peruana con la propia libra esterlina.
El Crack del 29 causó que la economía peruana se perjudicase por el descenso en los precios de las materias primas exportadas por Perú a los mercados mundiales, disminuyendo los ingresos del erario público. 
La reducción de las rentas tributarias percibidas por el Estado, así como la gran dificultad de obtener préstamos bancarios en el exterior causaron que el gobierno de Perú retirase de circulación las libras peruanas de oro en 1931, siendo las últimas piezas de circulante acuñadas en 1930 debido a que se hacía demasiado costoso para el gobierno peruano mantenerse dentro del patrón oro (al cual casi todos los países del mundo renunciarían a inicios de la década de 1930). 
En años posteriores, Perú continuó acuñando de manera discontinua la libra peruana hasta 1969, y la moneda oficial siguió siendo el sol de plata aunque este se mantuvo sin unir su valor a la libra peruana. Mientras tanto las monedas de oro con la denominación de libra peruana se emplearon casi exclusivamente para fines de comercio internacional y no para circulación interna.

## Denominaciones
La libra peruana de oro fue acuñada en tres denominaciones: una libra, media libra, y un quinto de libra, mostrando en el anverso el perfil de un Inca coronado con su mascaypacha mirando hacia la derecha, y en el reverso el Escudo Nacional del Perú. Las monedas de una libra se emitieron entre 1898 y 1930, luego se acuñó una emisión en 1959 y después emisiones anuales entre 1961 y 1969. 
Las monedas de media libra circularon sólo entre 1902 y 1908, con emisiones intermitentes en 1953 y 1955 y luego emisiones anuales entre 1961 y 1969. Las monedas de un quinto de libra se emitieron entre 1906 y 1930, después hubo dos emisiones discontinuas en 1953 y 1958, y luego emisiones anuales entre 1958 hasta 1969.